# 南北一家亲 (电视剧)
南北一家親是2000年中國內地拍攝的一部電視連續劇。

## 簡介
在黃浦江邊長在的汪乃海(保劍鋒)十分熱愛他的職業-記者，對從北京來到上海工作的姚虹年(梅婷)的愛情很堅定。姚虹年也深深愛慕著汪乃海，但她十分不理解汪乃海迷戀於一個沒有什麼前景的記者工作。兩人因此常發生爭執……

## 演員表
- 梅婷飾姚虹年
- 保劍鋒飾汪乃海
- 潘虹飾林立
- 牛犇飾姚喜
- 韓雪飾朱小欣

## 主創
- 上海嘉禾影視娛樂管理諮詢有限公司
- 上海永樂電影電視(集團)公司

## 外部連結
《南北一家親》新浪互動資料（页面存档备份，存于）